# FOXクラシック
FOXクラシック 名作ドラマ（フォックスクラシック めいさくドラマ）は、過去の名作海外ドラマの専門チャンネルである。2015年7月31日までのチャンネル名はFOX CRIMEであり、犯罪やサスペンスなどをテーマとした専門チャンネルであった。日本ではFOXネットワークス株式会社が運営していたが、2018年9月末で放送終了した。

## 概要
- 2006年10月開局。スカパー!（現・スカパー!プレミアムサービス）「プレミアムパック」「プレミアム15」および単チャンネルの契約で視聴が可能。ほかにJ:COM、ひかりTV、auひかりTVなどでも視聴可能。なお、スカパー!e2（現・スカパー!）では、2009年4月1日に開局した「FOXプラス」で一部時間帯サイマル放送を行っていた（2012年9月30日に放送終了）。FOX CRIMEのチャンネルロゴ

FOX CRIMEのチャンネルロゴ

- 2009年10月、スカパー!、ひかりTVでハイビジョン放送（チャンネル名は「FOXCRIME HD」）を開始した。
- 2015年8月1日、チャンネル名を「FOXクラシック 名作ドラマ」に変更し、特定のジャンルにこだわらず、1960 - 2000年代の名作海外ドラマを放送するチャンネルとなった。
- 2016年12月1日、スカパー!プレミアムサービスの衛星一般放送事業者がスカパー・ブロードキャスティングからスカパー・エンターテイメントに変更。
- 2018年9月30日、放送終了。

### FOXCRIME（フォックスクライム）の由来
- 元々はイタリアの有料チャンネル・SKYイタリア（ニューズ・コープ傘下）として発足したチャンネルで、イタリアでは視聴率No.1チャンネルとして知られる。
- 「クライム」は直訳すれば犯罪となるが、（海外の）刑事ドラマや映画、犯罪事件をテーマにしたドキュメンタリー（ノンフィクション）など幅広いジャンルを「クライム」とされている。FOXクライムで扱うテーマは、犯罪捜査、FBI、SWAT、探偵、法医学、犯罪心理学、戦争、法廷、アクション、マフィア・ギャングなど。
- 主にアメリカ、ヨーロッパ、アジアのみならず世界中のコンテンツを配信。

## 主な番組

### FOXCRIMEの時代

#### ドラマ
- NUMBERS 天才数学者の事件ファイル
- NCIS 〜ネイビー犯罪捜査班
- アリー my Love
- LAW & ORDER:性犯罪特捜班
- 弁護士 ジャック・ターナー
- 堕ちた弁護士 -ニック・フォーリン-
- M.I. ～緊急医療捜査班
- メグレ警視
- 異常犯罪捜査班 -S.F.P.D.-
- ミレニアム
- ボストン・リーガル（2007年5月～）
- ブラザーフッド（2010年7月～）
- 失踪 VANISHED（2007年7月～9月）
- デクスター 警察官は殺人鬼（2007年8月～）
- DEADWOOD（2007年10月～）
- 交渉人 ～Standoff
- BURN NOTICE 〜消されたスパイ（2008年10月～）
- 女捜査官グレイス 〜 天使の保護観察中
- 女検死医ジョーダン シーズン4
- ザ・ユニット 米軍極秘部隊 シーズン3
- ザ・グリッド（2010年6月17日～）
- MI-5 英国機密諜報部
- フラッシュポイント 特殊機動隊SRU シーズン2（2010年8月～）
- ザ・プラクティス ボストン弁護士ファイル
- 9mm サンパウロ市警捜査線（2010年4月6日～）
- アウトバーンコップ シーズン9（2010年8月～）
- Persons Unknown 〜そして彼らは囚われた
- HOMELAND

#### 映画
＊放送終了分を含む放送履歴
- レザボアドッグス
- トレインスポッティング
- 男たちの挽歌
- 痩せゆく男
- 誘拐犯
- 裏切り者
- アザーズ
- 私が愛したギャングスター
- トラフィック
- スターリングラード
- コンフィデンス
- 英雄の条件
- ザ・セル
- 13デイズ
- コンフェッション

他多数

#### ノンフィクション
- FBI超能力捜査官
- 全米警察24時 ～コップス
- 賞金稼ぎ DOG
- 名探偵 パルコ
- クライムストーリー ～未解決事件簿
- Dr.リー 科学捜査ファイル
- 歴史的犯罪の首謀者たち
- FBIファイル
- ハリウッドスター事件簿

### FOXクラシックの時代

#### ドラマ
- X-ファイル
- ナイトライダー
- アリー my Love
- 大草原の小さな家
- ビバリーヒルズ高校白書
- セックス・アンド・ザ・シティ
- フレンズ
- クローザー
- 白バイ野郎ジョン&パンチ
- 冒険野郎マクガイバー
- 地上最強の美女たち! チャーリーズ・エンジェル
- 奥さまは魔女
- かわいい魔女ジニー
- 刑事ナッシュ・ブリッジス
- LAW & ORDER 性犯罪特捜班 - 2016年10月よりFOXチャンネルへ移行